# 布盧姆菲爾德鎮區 (密歇根州奧克蘭縣)
布盧姆菲爾德鎮區（英語：Bloomfield Township）是位於美國密歇根州奧克蘭縣的一個特設鎮區。

## 地方資料
布盧姆菲爾德鎮區的面積為67.30平方千米，當中陸地面積為63.80平方千米，而水域面積為3.50平方千米。根據2020年美國人口普查的數據，當地共有人口44253人，而人口密度為每平方千米657.55人。